# Adrien Bertrand
Adrien Bertrand (* 4. August 1888 in Nyons; † 18. November 1917 in Grasse) war ein französischer Schriftsteller. 1916 erhielt er den  Prix Goncourt für den Roman L’appel du sol, der ihm für 1914 zugesprochen wurde.

## Leben
Bertrand besuchte das Lycée Louis-le-Grand und war Journalist in Paris, der unter anderem für Paris-Midi und L`Homme Libre schrieb und das literarische Magazin Les Chiméres gründete. Er war Sozialist und Pazifist und schrieb surrealistische Gedichte. Bei Ausbruch des Ersten Weltkriegs meldete er sich freiwillig, kam zur Kavallerie und wurde durch einen Granatsplitter so schwer an der Lunge verletzt, dass er drei Jahre später starb. In den Krankenhäusern, in denen er danach war, begann er wieder zu schreiben.
Seine Witwe hinterließ der Académie Goncourt eine Stiftung, mit der Dichter für ihr Lebenswerk geehrt werden (Bourse Goncourt / Adrien Bertrand). Der Preis wurde zuerst 1985 an Claude Roy verliehen.

## Literarisches Schaffen
Der Roman L'appel du sol handelt von einer Gruppe von Soldaten im Ersten Weltkrieg, die wie er gleich in den ersten Wochen schreckliche Erfahrungen machen, die sie sich im Zivilleben nicht vorstellen konnten. Wie auch seine anderen Bücher ist es antimilitaristisch.
Kurz vor seinem Tod veröffentlichte er einen Band Kurzgeschichten (L'Orage sur le jardin de Candide). Eine (Carnet de campagne d'un soldat des armeés de la République) handelt von einem Soldaten der Revolutionsarmee und verarbeitet eigene Erlebnisse, die er in der Zeit zurück versetzte.  Eine weitere handelt von einem römischen Soldaten, der Germanen das Christentum predigen will, aber nur Krieg erlebt (L'Illusion du préfet Mucius, von einer Stelle bei Tacitus inspiriert). Eine dritte (De la pluie qui surprit Candide en son jardin et d'un entretien qu'il eut avec plusieurs personnages) schildert ein imaginäres Treffen zwischen Candide aus dem gleichnamigen Roman von Voltaire (den Bertrand bewunderte), Don Quichote, Faust und Mr. Pickwick sowie der Hauptfigur aus Bertrands erstem Roman über den Ersten Weltkrieg. Sie erörtern den Roman von Bertrand und eine Zukunft nach dem Krieg. Die Kurzgeschichte Les Animaux sous la tourmente ist im Stil der Fabeln von La Fontaine und kritisiert die nach Bertrand elitäre Einstellung einiger französischer Intellektueller wie Romain Rolland.
Vor dem Krieg veröffentlichte er Biographien über Eugène Brieux und Catulle Mendès.

## Werke
- Les soirs ardents, 1908 (Gedichte)
- E. Brieux, 1910, Archive
- Catull Mendès, 1908, Archive
- L'appel du sol, 1916, Paris: Calmann-Levy, 1935, Dijon 2014, Archive
- La conquête de l'Autriche-Hongrie par l'Allemagne, une nouvelle forme du pangermanisme: le Zollverein, Paris 1916
- La victoire de Lorraine, carnet d'un officier de dragons, Paris, Nancy 1915, Archive
- Les jardins de Priape, 1915 (Gedichte)
- L'Orage sur le jardin de Candide 1917 (Kurzgeschichten), Archive
- Le Verger de Cypris, 1917 (Gedichte), Archive